# ماناندازا
ماناندازا (به لاتین: Manandaza) یک منطقهٔ مسکونی در ماداگاسکار است که در منابه واقع شده‌است. ماناندازا ۶٬۰۰۰ نفر جمعیت دارد و ۹۴ متر بالاتر از سطح دریا واقع شده‌است.